# Бивер Медоус (Пенсилванија)
Бивер Медоус (енгл. Beaver Meadows) град је у америчкој савезној држави Пенсилванија.

## Демографија
По попису из 2010. године број становника је 869, што је 99 (-10,2%) становника мање него 2000. године.
| Група             | 2000.       | 2010.       |
| Белци             | 952 (98,3%) | 828 (95,3%) |
| Афроамериканци    | 0 (0,0%)    | 4 (0,5%)    |
| Азијати           | 2 (0,2%)    | 2 (0,2%)    |
| Хиспаноамериканци | 12 (1,2%)   | 23 (2,6%)   |
| Укупно            | 968         | 869         |